# Джабаглинський сільський округ
Джабагли́нський сільський округ (каз. Жабағылы ауылдық округі, рос. Джабаглинский сельский округ) — адміністративна одиниця у складі Тюлькубаського району Туркестанської області Казахстану. Адміністративний центр — село Абаїл.
Населення — 2467 осіб (2021; 2436 у 2009, 2400 у 1999, 2241 у 1989).
Станом на 1989 рік село Новоніколаєвка, селища Абаїл та Роз'їзд 115 перебували у складі Чакпацької сільської ради.

## Склад
До складу округу входять такі населені пункти:
| Населений пункт               | Колишні назви  | Населення, осіб (1989) | Населення, осіб (1999) | Населення, осіб (2009) | Населення, осіб (2021) |
| ----------------------------- | -------------- | ---------------------- | ---------------------- | ---------------------- | ---------------------- |
| Абаїл, село                   | -              | 310                    | 218                    | 340                    | 328                    |
| Джабагли, село                | Новоніколаєвка | 1822                   | 1935                   | 1985                   | 2058                   |
| Роз'їзд 115, станційне селище | -              | 109                    | 247                    | 111                    | 81                     |